# ZFP57
A proteína de dedo de zinco 57 homóloga, também conhecida como proteína de dedo de zinco 698 (ZNF698), é uma proteína que em humanos é codificada pelo gene ZFP57.

## Função
A proteína codificada por este gene é uma proteína de dedo de zinco contendo um domínio KRAB. Estudos em ratos sugerem que esta proteína pode funcionar como um repressor transcricional.

## Significado clínico
Mutações no gene ZFP57 podem estar associadas ao diabetes mellitus neonatal transitório.